# Catholic Relief Services

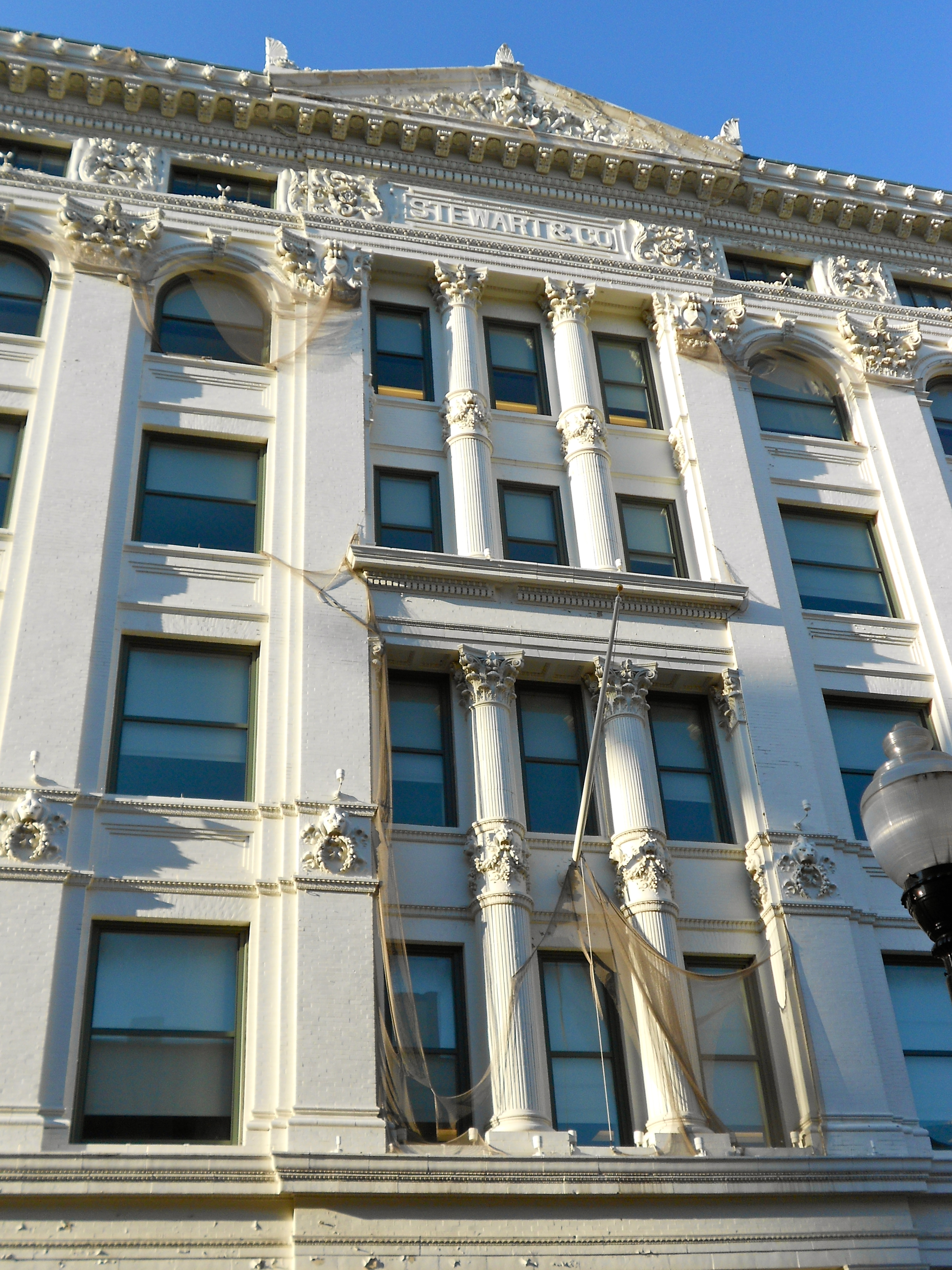
La sede de Baltmore, el edificio Posner, figura en el Registro Nacional de Lugares Históricos.

Catholic Relief Services (CRS), cuya traducción al castellano sería Servicios de Auxilio Católico, es una agencia internacional humanitaria fundada en 1943 por la comunidad católica de los Estados Unidos. Con sede en Baltimore, Maryland, CRS trabaja a nivel mundial con oficinas en más de 100 países. Su objetivo y misión es asistir a los pobres y desaventajados, aliviar el sufrimiento humano, promover el desarrollo de la humanidad y fomentar caridad y justicia a nivel global.